# Fred Mollin
Fred Mollin est un compositeur canadien et américain d'origine américaine.

## Filmographie

### Cinéma
- 1974 : Thoroughbred (court métrage)
- 1975 : Frissons (Shivers) de David Cronenberg
- 1979 : Fast Company de David Cronenberg
- 1980 : The Dream Never Dies de William Johnston
- 1982 : Spring Fever de Joseph L. Scanlan
- 1985 : Loose Screws de Rafal Zielinski
- 1988 : Family Reunion de Dick Sarin
- 1988 : Vendredi 13, chapitre VII : Un nouveau défi (Friday the 13th Part VII: The New Blood) de John Carl Buechler
- 1989 : Whispers de Douglas Jackson
- 1989 : Vendredi 13, chapitre VIII : L'Ultime Retour (Friday the 13th Part VIII: Jason Takes Manhattan) de Rob Hedden
- 1993 : In Advance of the Landing, documentaire de Dan Curtis
- 2000 : Pilgrim de Harley Cokeliss
- 2001 : À la frontière du cœur (Borderline Normal) de Jeff Beesley
- 2002 : Mad Dog Prosecutors, documentaire de Russell Craig Richardson

### Télévision
- 1984 : Hockey Night, téléfilm de Paul Shapiro
- 1986 : Brothers by Choice
- 1987 : Vendredi 13 (Friday the 13th, série)
- 1988 : Ramona (série)
- 1992 : Le Justicier des ténèbres (Forever Knight, série)
- 1992 : Liar, Liar
- 1992 : Coupable sous influence: l'affaire Amy Fisher (Amy Fisher: My Story)
- 1993 : Survive the Night
- 1995 : TekWar (TekWar, série)
- 1995 : Little Criminals
- 1996 : The Abduction
- 1997 : Deepwater Black (série)
- 1997 : Big Guns Talk: The Story of the Western
- 1998 : White Lies
- 1998 : La Maison sanglante (Dream House)
- 1999 : Le justicier reprend les armes (Family of Cops III: Under Suspicion)
- 1999 : Roswell: The Aliens Attack
- 1999 : Chasseurs de frissons (The Time Shifters)